# Getränkefiltration
Getränkefiltration ist ein Begriff aus der Getränketechnologie. Dabei werden unterschiedliche Membranverfahren eingesetzt.

## Verfahren

### Cross-flow-Mikrofiltration von Wein
Hier werden Mikrofilter (0,1–0,2 µm) verwendet. Um einen raschen Anstieg der Trubkonzentration im Kreislauf innerhalb der Anlage (Umwälzpumpe und Module) zu vermeiden, werden die Anlagen zur Weinfiltration mit einer Abkonzentrierungseinrichtung betrieben, d. h. ein geringes Retentatvolumen wird kontinuierlich aus dem Kreislauf zurück in das Unfiltratgebinde ausgeschleust. Eine Speisepumpe schiebt Produkt nach, um das abgeführte Filtrat- und Abkonzentriervolumen zu ergänzen.
Das aus der Umkehrosmose bekannte Zwei-Pumpen-System ist so ausgelegt, dass die Umwälzpumpe große Volumina bei niedrigem Druck bewegt, während die Speisepumpe für den notwendigen Transmembrandruck sorgt. Daraus ergeben sich eine Reihe von Vorteilen: das geschlossene System verhindert Aroma- und CO2-Verluste und vermeidet die Aufnahme von Sauerstoff, der reduzierte Energieeintrag durch das Zwei-Pumpen-System bewirkt eine minimale Produkterwärmung.
Hauptaufgabe für Tangentialflussfilter in der Kellerwirtschaft ist die Filtration von Jungweinen nach dem ersten Abstich; wenn die empfohlenen Regenerationsschritte und -temperaturen eingehalten werden, sind sogar nahezu keimfreie Filtrate zu erzielen. Weitere Anwendungsgebiete sind die Gärunterbrechung durch Abtrennung der Mikroorganismen (Seitz-Böhi-Verfahren), die Filtration von entpektinisiertem und geschöntem Traubensaft vor der Pasteurisierung und sterilen Einlagerung (Süßreserve) sowie die scharfe Vorfiltration des füllfertigen Verschnittes (Vorlegefiltration).

### Cross-flow-Mikrofiltration von Fruchtsäften
Neben modifizierten Anlagen zur Wein- und Sektfiltration stehen auch spezielle Fruchtsaftfilter zur Verfügung, die sich in verschiedenen Stufen der Fruchtsaftherstellung sehr gut bewährt haben. Grundvoraussetzung ist jedoch der Einsatz pektolytischer Enzyme und nach Bedarf stärkeabbauender Enzyme sowie eine Schönung mit Gelatine und Kieselsol. In der Regel ist eine Reduzierung der Schönungsmittelmengen möglich, jedoch empfiehlt es sich in jedem Fall, den Bedarf zuerst im Labor exakt zu ermitteln, um sicherzustellen, dass die Filtrate stabil sind. 
Bei der Verarbeitung von Frischsäften direkt oder vor der KZE-Einlagerung ist eine Arbeitsweise ohne oder mit Retentat-Abkonzentrierung möglich. Dabei ergeben sich in Relation von den zu filtrierenden Säften durchschnittliche Fluxraten von 35 bis 90 l/m² h. Wenn die Säfte konzentriert werden sollen, besteht sowohl die Möglichkeit, nach der Aromaabtrennung und Heißenzymierung bei Temperaturen um ca. 50 °C und entsprechend hohen Leistungen zu fahren, als auch das Produkt als trübes Konzentrat einzulagern und erst beim Rückverdünnen auf Trinkstärke zu filtrieren. Diese Arbeitsweise ist bei der Apfelsaftherstellung von besonderem Vorteil, weil die Enzymierung, Schönung und Filtration außerhalb der arbeitsintensiven Press-Saison, d. h. kurz vor der Abfüllung ansteht, und die CMF-Anlage nach dem Prinzip der periodischen Wasseraussüßung betrieben werden kann. Ein professionelles MF-System gestattet dabei folgende Schritte:
- Saftrückverdünnung auf ca. 15–17 Grad Brix
- Pektin- und Stärkeabbau (ca. 3–4 h bei 15–20 °C)
- Gelatine- und Kieselsolschönung, Bentonitschönung nach Bedarf
- Tangentialflussfiltration direkt nach der Schönungsmittelzugabe
- periodisches Aussüßen des Retentates mit Wasser
- Ausmischung des Saftes auf Trinkstärke
- Heißfüllung.

Im praktischen Betrieb sind die Filtrationsintervalle zwischen den Aussüßungen je nach Trubgehalt etwa 1 bis 3 Stunden. Der Ablauf des Aussüßens erfolgt automatisch über den Mikroprozessor – zunächst wird aus einer Wasservorlage mit Hilfe des induktiven Durchflussmessers ein bestimmtes vorwählbares Wasservolumen der Anlage zugeführt und auf diese Weise das Produkt im Retentat weitgehend verdrängt. Im Filtrat ergibt sich eine Verdünnung um < 1 bis 2° Brix während das wässrige Retentat dann nur noch etwa 3 – 4 g/l Zucker entsprechend ca. 1° Brix enthält. Neben geringen Produktverlusten von < 0,6 % wirkt sich das periodische Einspeisen von Wasser durch das Abspülen und Austragen der Deckschicht leistungssteigernd aus. Bei durchschnittlichen Fluxraten von 50 bis 60 l/m² h über einen Zeitraum von 10 bis 15 Stunden ergeben sich nach der Rückverdünnung auf Trinkstärke rechnerisch Volumina von 70 bis 90 l/m²h. 
Charakteristische Merkmale der CMF-Technologie sind die Eliminierung von Filterhilfsmitteln d. h. deren Beschaffung, Lagerung, Handhabung und Entsorgung, die rasche, arbeitsextensive sowie die qualitätsschonende Verarbeitung.

### Kerzenfilter
Der Kerzenfilter besteht aus einem Filtergehäuse und einer darin eingesetzten Kerze, die vom Rohgetränk von außen nach innen durchströmt wird. Die Kerze wiederum besteht aus einem gewickelten Faden aus Synthetik oder natürlichem Material.
Die Kombination eines Schichtenfilters mit einem Membranendfilter vor der Abfüllung ist eine zuverlässige Variante der Vorklärung, besonders wenn schwer zu filtrierende Produkte vorliegen. Ein Servicefilter für die Versorgungsmedien Kaltwasser und Heißwasser, Dampf und Lauge vermeidet Sekundärprobleme durch partikulär verunreinigte Regenerations- und Sterilisationsmedien und gewährleistet eine bestmögliche Regeneration.
Als Kerzenvorfilter sind zwei Typen hinsichtlich wirksamem Schutz des nachgeschalteten Membranfilters optimiert worden:
- eine plissierte Konfiguration, bestehend aus Glasfaser-Vorfiltervlies und einer 1,2-µm- oder 0,8-µm-Membran,
- gewickelte, asymmetrische Polypropylen-Matrix mit einer validierten Abscheiderate von 1 µm oder 0,5 µm (β-Wert 5000).

Ein weiterer Typ, bestehend aus aufeinander abgestimmten, plissierten Lagen aus Polypropylenvliesen, ist gekennzeichnet durch mechanische und chemische Stabilität sowie eine exzellente Regenerierbarkeit. Er wird auch als validierte 1-µm-Vorfilterkerze für Weine aus südlichen Anbaugebieten mit niedriger kolloidaler Belastung eingesetzt. Für diese Kerze  gibt es inzwischen eine Vielzahl von Einsatzgebieten in der Getränkeindustrie:
- Weinvorfilterkerze (1 µm),
- Trapfilterkerze für Bier,
- Partikelfilter nach einem Anschwemmfilter (20 µm),
- Endfilterkerze für Destillate und Liköre (2, 5 oder 10 µm),
- Partikelfilter für Fruchtsäfte und Fruchtsaftgetränke vor dem Füller (20 oder 30 µm),
- Vorfilterkerze für Mineral- und Tafelwässer.

## Meerwasserentsalzung
→ siehe Hauptartikel Meerwasserentsalzung

## Verfahren ohne permeable Membran
- Schichtenfiltration für Wein, Spirituosen, Fruchtsaft, Most, Bier
- Filterpresse u. a. für Bier, z. T. in Kombination mit undurchlässigen Druckmembranen
- Massefilter, früher für Bier verwendet
- Kaltfiltration für Whisky.